# Revolució de Vellut
|  | Aquest article tracta sobre els esdeveniments de Txecoslovàquia de 1989. Si cerqueu la revolució armènia de l'any 2018, vegeu «Revolució armènia de 2018». |

La Revolució de Vellut fou un procés pacífic iniciat el novembre de 1989 pel qual l'estat comunista de Txecoslovàquia va evolucionar tot aplicant mesures econòmiques liberals, i que al cap de poc es va dissoldre en dos nous estats amb llurs sistemes polítics definitivament democràtics, el txec i l'eslovac, el 1993. Aquest nom prové del fet que tot plegat fou un procés pacífic i endreçat, dirigit per la classe política i les convocatòries democràtiques.
Txecoslovàquia havia viscut amb la Primavera de Praga de 1968 un període de flexibilització i obertura del règim comunista (fent-se ressò de la voluntat popular i d'alguns polítics del mateix règim), però que va ser violentament avortat per la segona invasió de l'URSS, governant de tot el Bloc de l'Est.

## Orígens

### La fi de l'ocupació
Txecoslovàquia havia viscut amb la Primavera de Praga de 1968 un període de flexibilització i obertura del règim comunista (fent-se ressò de la voluntat popular i d'alguns polítics del mateix règim), però que va ser violentament avortat per la segona invasió de l'URSS, governant de tot el Bloc de l'Est.
L'ocupació de Txecoslovàquia per part de les tropes del Pacte de Varsòvia que havia començat el 1968 no va acabar fins al 1991, quan l'últim soldat estranger va abandonar l'estat txecoslovac. Molt poc després, l'1 de juliol d'aquell mateix any 1991, a la mateixa ciutat de Praga els dirigents dels estats del Bloc de l'Est van aprovar la dissolució del Pacte de Varsòvia.

### Les limitacions econòmiques txecoslovaques
Txecoslovàquia era en 1989, juntament amb la República Democràtica Alemanya (RDA), un dels països més industrialitzats del Bloc de l'Est: el sector secundari produïa el 60% de la riquesa del país i donava feina al 37% de la població, però també es trobava en una situació demogràfica regressiva en què el creixement vegetatiu era gairebé nul i, per tant, la població anava envellint. Com a conseqüència, escassejava la mà d'obra. A banda d'això, l'economia tenia els seus propis problemes estructurals que limitaven el seu creixement: Un pes excessiu de la indústria pesant i armamentística que absorbia tots els recursos i consumia molta energia, etern problema de la majoria d'economies soviètiques de l'època, una producció energètica insuficient, una baixa productivitat laboral, un mercat exterior limitat als països del Bloc de l'Est, amb un poder adquisitiu pobre i una dependència de l'exterior en matèries primeres.
Per tal de reactivar l'economia, el mateix règim comunista va iniciar les primeres reformes econòmiques que tendien a la liberalització. El 1988 van donar autonomia a 150 empreses per prendre decisions sense la interferència del govern, i l'any següent van permetre l'entrada del capital estranger pràcticament sense condicionants.

## Els fets de novembre
El 16 de novembre de 1989, estudiants d'institut i universitats de Bratislava van organitzar una manifestació pacífica coincidint amb la vigília del Dia Internacional dels Estudiants, en commemoració del cinquantè aniversari de la repressió nazi a les universitats de Praga. Malgrat les tensions i la vigilància del règim comunista, la protesta es va desenvolupar pacíficament. L'endemà, el 17 de novembre, es va fer una altra manifestació a Praga, convocada oficialment per commemorar l'estudiant Jan Opletal, però que va esdevenir una protesta massiva contra el règim. La policia va carregar violentament contra els manifestants a la rua de Národní. La falsa notícia de la mort d'un estudiant, Martin Šmíd, tot i ser desmentida més tard, va encendre encara més l'opinió pública i va desencadenar una onada de protestes arreu del país.
Els dies següents, estudiants, actors i intel·lectuals van iniciar vagues i van obrir espais de debat públic als teatres. Es van crear dues plataformes cíviques: Fòrum Cívic a la República Txeca i Públic Contra la Violència a Eslovàquia, que van articular l'oposició i van exigir reformes democràtiques i la dimissió dels responsables de la violència. Es van estendre les manifestacions a diverses ciutats i es va convocar una vaga general pel 27 de novembre. Malgrat intents inicials del govern de mantenir el control i de reprimir les mobilitzacions, la pressió popular es va intensificar. El 24 de novembre, tota la cúpula del Partit Comunista de Txecoslovàquia, incloent el secretari general Miloš Jakeš, va dimitir. Dos dies després, Václav Havel es va reunir per primer cop amb el primer ministre, i el 27 de novembre va tenir lloc la vaga general, amb el suport del 75% de la població, marcant un punt d'inflexió definitiu.
Finalment, el 28 de novembre, el Parlament va suprimir l'article constitucional que atorgava el poder exclusiu al Partit Comunista, posant fi a més de quatre dècades de règim prosoviètic. El 10 de desembre, el president Gustáv Husák (home fort de la política txecoslovaca des del 1968 imposat per l'URSS) va nomenar un nou govern amb participació de l'oposició i va presentar la seva dimissió, culminant així la Revolució de Vellut.

## Els canvis polítics: el Partit Comunista perd l'hegemonia

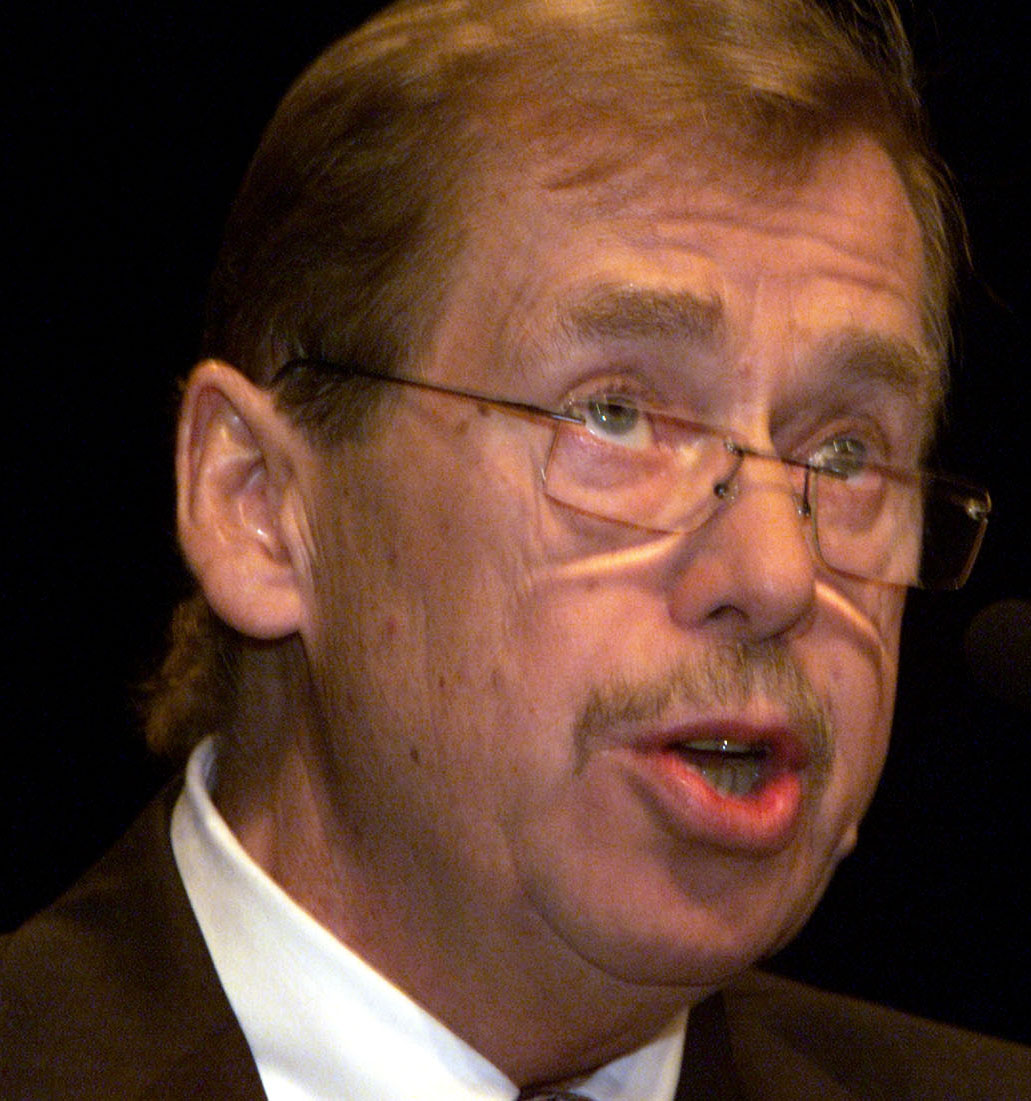
Václav Havel, primer i últim president de la Txecoslovàquia democràtica

El 29 de desembre, l'Assemblea Federal de Txecoslovàquia, el parlament comunista, va escollir el dissident Vaclav Havel nou president per unanimitat. Immediatament es va formar un nou govern format per la coalició Fòrum Cívic (una aliança de diversos moviments antiautoritaris formada per intel·lectuals) i pel Partit Comunista de Txecoslovàquia, però aquest en minoria. El programa d'aquesta coalició era fer les reformes econòmiques liberals necessàries per establir una economia de mercat, liberalitzar els preus, dissoldre els monopolis estatals, i obrir el seu mercat exterior. En resum, acabar amb el ferri intervencionisme estatal en l'economia i en la societat que dominava fins aquell moment i portar la democràcia.
En el parlament txecoslovac es debat com anomenar al país després de la Revolució de Vellut, en l'anomenada Guerra del guionet, que comença a posar en evidència les dificultats d'entesa entre els polítics txecs i els eslovacs. Així doncs, el juny de 1990 tingueren lloc les primeres eleccions democràtiques lliures de Txecoslovàquia, que va guanyar l'heterogeni Fòrum Cívic, ratificant Vaclav Havel com a president i escollint Marian Calfa com a primer ministre del govern, el qual tiraria endavant un pla estatal de «traspàs accelerat a una economia de mercat amb connotacions socials i ecològiques». Entre 1991 i 1992 es va anar establint progressivament el capitalisme com a sistema econòmic.
En aquell mateix moment estaven col·lapsant també altres règims comunistes d'Europa: el 10 de novembre de 1989 va caure el Mur de Berlín i no va passar un any que l'octubre de 1990 la RDA passava a l'altre costat del teló d'acer reunificant-se amb la RFA, i entre l'11 de març de 1990 i el 25 de desembre de 1991 va tenir lloc la desintegració de les estructures polítiques federals i del govern central de la Unió de Repúbliques Socialistes Soviètiques (URSS), que va culminar amb la independència de les quinze Repúbliques de la Unió Soviètica.

## La desfederació de Txecoslovàquia
Els resultats del juny de 1992 ja feien preveure que els canvis no s'havien acabat. S'havien celebrat eleccions legislatives per elegir els membres de l'Assemblea Federal de Txecoslovàquia, del Consell Nacional Txec i del Consell Nacional Eslovac. A l'estat federat de Txèquia va guanyar el Partit Cívic Democràtic de Václav Klaus (escissió del Fòrum Cívic, que va ser derrotat), el qual es va convertir en el cap del govern txec. En canvi a l'estat federat d'Eslovàquia va guanyar el Moviment per una Eslovàquia Democràtica encapçalat per Vladimir Meciar.
L'Assemblea Federal va quedar paralitzada el 3 de juliol de 1992 quan els representants eslovacs es van negar a votar el president de la República Federal (càrrec al qual es tornava a presentar Vaclav Havel com a únic candidat) evidenciant la voluntat eslovaca de renegociar el pacte entre les dues nacions. Tot seguit començaren les negociacions entre Klaus i Meciar. El 17 de juliol el Consell Nacional Eslovac acabat d'escollir proclama la Declaració d'Independència de la Nació Eslovaca. El dia 20 Havel acaba dimitint de la presidència perquè es negava a supervisar les negociacions de la separació de Txecoslovàquia, a la qual ell s'oposava. Vista la determinació de la part eslovaca, Klaus va acabar pactant amb Meciar la separació de les dues nacions en dos estats independents, el que s'ha anomenat el "Divorci de Vellut", fet que finalment es va produir oficialment el 31 de desembre de 1992, moment en què van néixer els nous estats de la República Txeca i la República Eslovaca.